# Swedish Open 2015
Die Swedish Open 2015 waren ein Tennisturnier der WTA Tour 2015 für Damen und ein Tennisturnier der ATP World Tour 2015 für Herren in Båstad. Das Damenturnier fand vom 13. bis 19. Juli 2015 statt. Das Turnier der Herren fand eine Woche später, vom 20. bis 26. Juli 2015 statt.

## Herrenturnier
→ Qualifikation: SkiStar Swedish Open 2015/Qualifikation

## Damenturnier
→ Qualifikation: Collector Swedish Open 2015/Qualifikation